# Lagonda 11.9
La Lagonda 11.9 è un'automobile prodotta dalla casa automobilistica britannica Lagonda dal 1918 al 1923 in 4.025 esemplari. Sostituì la Lagonda 11.1 e venne sostituita dalla Lagonda 12/24.

## Storia
Il modello rappresentò la versione aggiornata e più potente della Lagonda 11.1, di cui incarnava un'evoluzione. La Lagonda 11.9, questo il suo nome, era dotata di un motore da 1.421 cm³ di cilindrata a quattro cilindri, cilindrata superiore rispetto a quella del propulsore della 11.1, che era invece 1.099 cm³. La Lagonda 11.9, che aveva un passo superiore rispetto a quello della 11.1, è stato il terzo modello in assoluto e il secondo da strada prodotto dalla Lagonda.
Il telaio e la carrozzeria della 11.9, come quanto fatto sulla 11.1, avevano un accoppiamento unitario, e ciò rendeva questa soluzione particolare e rivoluzionaria, soprattutto considerando i canoni tecnici dell'epoca. Fu realizzata il 4.025 esemplari; ciò rappresentò un salto produttivo di rilievo per la Lagonda, visto che il modello precedente, la 11.1, venne prodotta in 745 esemplari. Venne sostituita dalla Lagonda 12/24.